# چولا ویستا، شهرستان زاوالا، تگزاس
چولا ویستا (به انگلیسی: Chula Vista) یک منطقهٔ مسکونی در ایالات متحده آمریکا است که در شهرستان زاوالا، تگزاس واقع شده‌است. چولا ویستا ۱٫۴ کیلومتر مربع مساحت و ۴۵۰ نفر جمعیت دارد.